# مورچه‌گیرک شکم‌حنایی
مورچه‌گیرک شکم‌حنایی (نام علمی: Isleria guttata) نام یک گونه از سرده ایسلریا است.